# Valea Ursului, Neamț
Valea Ursului este satul de reședință al comunei cu același nume din județul Neamț, Moldova, România. Are o populație de 946 de locuitori și este al doilea sat ca mărime din punct de vedere al numărului de locuitori din comună după satul Chilii.

## Așezare
Valea Ursului este așezată în partea sud-estică a județului Neamț, la 26 km de municipiul Roman și este legată de șoseaua DJ207C de acesta. Din punct de vedere geografic, se găsește în Podișul Central Moldovenesc, pe dealurile Bălușeștiului și Racovei. De pe teritoriul administrativ al comunei izvorăște râul Bârlad.

## Istorie
Zona satului Valea Ursului a fost locuită încă din cele mai vechi timpuri, existând dovezi arheologice datând din paleolitic. Moșia de la Valea Ursului a fost atestată pe la 1580. În vechime, satul s-a numit și Poienari sau Giurgenii Boierești. Satul a fost întemeiat înainte de anul 1844 de către postelnicul Dimitrie Drăghici. Populația satului a crescut rapid datorită așezării aici a unor grupuri din zona de munte și din Transilvania.

## Biserica Sfântul Dumitru
Biserica „Sfântul Dumitru” a fost construită între anii 1844–1846, ctitorul acesteia fiind chiar întemeietorul satului, Dimitrie Drăghici. Este construită din piatră necioplită și din cărămidă. Ca obiecte de patrimoniu, biserica deține catapeteasma și 11 icoane din 1846, anul sfințirii acesteia, a căror pictura este realizată în stil neo-bizantin.
Biserica este împrejmuită de ziduri din piatră iar în interiorul curții se află mormintele fostului ministru Panait Donici, al postelnicului Dimitrie Drăghici și ale unor preoți. La poarta de intrare în curtea bisericii se află două troițe.